# 양덕여자중학교 (경남)
양덕여자중학교(陽德女子中學校)는 대한민국 경상남도 창원시 마산회원구 합성동에 있는 공립 중학교이다.

## 학교 연혁
- 172527827년 2월 26일 : 양덕여자중학교 설립 인가
- 1981년 3월 5일 : 개교 및 제1회 입학식(11학급 730명)
- 2020년 9월 1일 : 제19대 박진희 교장 취임
- 2022년 12월 30일 : 제40회 졸업식(졸업생 18263명, 총 졸업생 16,712명)
- 2023년 3월 2일 : 제43회 입학식(7학급 180명)

## 참고 자료
- 양덕여자중학교 - 한국교육학술정보원 학교알리미